# 利き脳
利き脳（ききのう）とは、本人も無意識のうちに反応し、機能する脳の“利き”部分のこと。
ベースの概念は、米国GE（ゼネラル・エレクトリック）社の能力開発部門責任者であったネッド・ハーマンが、大脳生理学を基礎に1977年に基本モデルを開発した「ハーマンモデル理論」。使いやすく機能しやすい部位“利き手”“利き目”などがあるのと同様、脳にも“利き”があり、本人も無意識に反応する脳の部位のこと。大脳が最初に反応する「第一感情」ともいわれる。